# فانيمو
فانيمو هي مدينة وعاصمة محافظة ساندون، بابوا غينيا الجديدة.